# Künstlerroman
De künstlerroman (Duits, vertaald in het Nederlands: "kunstenaarsroman") is een roman over de groei van een schrijver of andersoortige kunstenaar van kindertijd tot het stadium dat de artistieke lotsbestemming en de beheersing van een kunstdiscipline omvat. Tot het genre behoren enkele van de belangrijkste werken uit de twintigste eeuw, zoals James Joyce' A Portrait of the Artist as a Young Man (1914-1915) Marcel Proust's À la recherche du temps perdu (7 delen, 1913-1927). 

## Omschrijving
Het hoofdthema behelst het rijpingsproces van een (in het algemeen zeer hoog ontwikkelde) kunstenaar. Centraal staan het werk en leven van de kunstenaar en zijn sociale milieu, waar hij zich vaak tegen afzet. De protagonist kan zowel een echt bestaande als een fictieve figuur zijn. 
Het woord 'künstlerroman' wordt vaak niet vertaald. Het begrip ontstond tijdens de vroege romantiek, en is sindsdien binnen de literatuurwetenschap in gebruik gebleven.
Als literair genre is de künstlerroman het nauwst verwant aan de bildungsroman (meestal wordt het gezien als een ondervorm hiervan), de Entwicklungsroman en de Erziehungsroman.

## Enige titels

### Duits
- Thomas Mann: Tonio Kröger, 1903
- Thomas Mann: Doktor Faustus, 1947
- Gottfried Keller, Der grüne Heinrich, 1854

### Engels
- James Joyce - A Portrait of the Artist as a Young Man, 1916
- William Somerset Maugham - The moon and sixpence, 1919

### Frans
- Marcel Proust: A la recherche du temps perdu, 1913-1927
- André Gide: Les faux-monnayeurs, 1926